# ほっかほっか亭総本部
株式会社ほっかほっか亭総本部（ほっかほっかていそうほんぶ、Hokka-Hokka Tei Souhombu Corp.）は、ほっかほっか亭のフランチャイザーを営む会社である。ほっかほっか亭総本部を名乗る法人は2代存在し、本稿ではその両方について記載する。

## 概要

### 初代法人
1981年7月27日に設立。先んじて設立されていた株式会社ほっかほっか亭からフランチャイザー機能を移行し、株式会社ほっかほっか亭は東日本地区のフランチャイジーとなった。
1984年に株式会社ダイエーと提携。1985年に東部・関西・九州の3地域本部制を導入した。
1990年代に入るとダイエーは経営不振に陥り、1999年4月30日、ほっかほっか亭の株式を九州・山口地区のフランチャイジーだった株式会社プレナスへ売却。これによりプレナスは九州・山口に加え東日本地区の店舗も取得することになり、全店舗の3分の2を占める最大のフランチャイジーとなった。プレナスはさらにほっかほっか亭総本部の株式44%も取得し、創業者である田渕道行社長に次ぐ第2位の株主となった。また、2004年にほっかほっか亭を吸収合併した。
北陸・関西・中国地方（山口県を除く）のフランチャイジーであった株式会社ハークスレイはこれらの動きに対抗し、2006年6月、株式会社ほっかほっか亭総本部の株式54.17%を創業者から取得して子会社化した。
この結果、ほっかほっか亭総本部はフランチャイザーでありながら主要フランチャイジー2社により株式の大半が保有される状態となり、さらにハークスレイの子会社となったことにより社長が兼任するなど同社の影響力が強まった。このことなどからプレナスとほっかほっか亭総本部は商標権や店舗の運営方針などを巡り対立。2008年5月15日にプレナスはフランチャイズを離脱し、同社の店舗は「ほっともっと」に移行した。最大のフランチャイジーだったプレナスの離脱によりほっかほっか亭の店舗数は3分の1近くにまで減少し、業界3位に転落した。なお、3分の2近くの店舗を引き継いだほっともっとは本家かまどやに次ぐ業界2位としてスタートしたが、2009年7月末には、業界1位の座に登り詰めた。
プレナス離脱後の2008年12月には新ブランドロゴへ一新。また、2008年7月31日（28800株→38000株）、2009年5月29日（38000株→53000株）の二度に渡りハークスレイなどを引き受け先とする第三者割当増資を実施。これによりハークスレイの影響力がさらに強まり、ほっかほっか亭は事実上ハークスレイを中心に運営されるようになった。
2015年7月6日にハークスレイの完全子会社となり、同年10月1日に同社に合併され消滅した。これによりほっかほっか亭は、かつてフランチャイジーだったハークスレイがフランチャイザーとなって運営する店舗に移行した。

### 2代目法人
2021年5月19日に親会社のハークスレイが持株会社制へ移行するに伴い、ほっかほっか亭事業を営む「株式会社ほっかほっか亭総本部」が新たに設立された。2代目法人は同年10月20日付で、ハースクレイからほっかほっか亭事業を吸収分割により譲受した。

## 沿革
- 1976年（昭和51年）6月6日 - 田渕道行（株式会社ほっかほっか亭総本部・代表取締役／当時）が、ほっかほっか亭の母体となる持ち帰り弁当店を埼玉県草加市にて創業。
- 1978年（昭和53年）4月 - 株式会社ほっかほっか亭設立。
- 1981年（昭和56年）7月27日 - 株式会社ほっかほっか亭総本部設立。
- 1984年（昭和59年）4月 - 株式会社ダイエーと提携。
- 1985年（昭和60年）1月 - 東部・関西・九州の3地域本部制を導入。
- 1990年（平成2年）12月 - 九州地域本部を管轄していた株式会社タイヨーが、株式会社プレナスに商号変更。
- 1991年（平成3年） - 長崎と宮崎の地区本部がウィズン（We'SN）として、愛知・岐阜の地区本部だったヒューマンライフ株式会社がベントマンとして、それぞれ独立。その後、ほっかほっか亭も対抗する形で再進出。ウィズンの運営会社である東朋商事は2008年1月28日を以て事業を停止した（破産申立準備の報道）。
- 1993年（平成5年）7月 - 関西地域本部を、株式会社関西ほっかほっか亭から株式会社ハークスレイに商号変更。
- 1999年（平成11年）4月30日 - 株式会社プレナスが株式会社ほっかほっか亭の株式をダイエーから買収し子会社化して、東日本にも進出。プレナスは、株式会社ほっかほっか亭総本部の株式44%（当時）も取得し、創業者に次ぐ第2位の株主に。
- 2004年（平成16年）3月 - 株式会社プレナスが株式会社ほっかほっか亭を吸収合併。
- 2006年（平成18年）6月 - 株式会社ハークスレイが、株式会社ほっかほっか亭総本部の株式54.17%を創業者である田渕道行社長から取得して子会社化。
- 2008年（平成20年）
  - 2月6日 - プレナスがフランチャイズ契約の解除を総本部側に通知。ハークスレイも穴埋め進出の方針を明らかにしたが、該当店舗は全国の3分の2に達する。
  - 3月31日 - 東京地方裁判所がほっかほっか亭総本部によるプレナスの営業差し止め仮処分申請を全て却下[6]。
  - 5月15日 - プレナスのフランチャイズ離脱に伴い、プレナス傘下の九州・山口・東日本地区（一部店舗除く）のほっかほっか亭2,294店舗のうち2,078店舗が「Hotto Motto」に転換。
  - 7月17日 - ほっかほっか亭大分地区本部開設。
  - 8月7日 - ほっかほっか亭埼玉支店開設。
  - 10月22日 - ブランドロゴを同年12月より一新すると発表。
  - 10月31日 - ほっかほっか亭茨城支店開設。
  - 12月1日 - 新ブランドロゴへ一新。
  - 12月9日 - 株式会社ほっかほっか亭総本部福岡支店の移転と共に研修センターを開設。
  - 12月16日 - プレナスに対する100億円の損害賠償請求訴訟を提起。
- 2009年（平成21年）
  - 1月29日 - ほっかほっか亭長野支店開設。
  - 3月26日 - 株式会社ほっかほっか亭総本部が、株式会社鹿児島食品サービスの株式71%を創業者（会長）およびその親族から取得し、子会社化。
  - 3月31日 - 株式会社ほっかほっか亭総本部福岡支店を株式会社ハークスレイ福岡支店（ほっかほっか亭福岡地区本部）へ変更。
  - 4月17日 - ほっかほっか亭千葉支店開設。
- 2010年（平成22年）8月1日 - ほっかほっか亭群馬地区本部開設。
- 2011年（平成23年）4月22日 - ほっかほっか亭秋田地区本部（新）開設。
- 2013年（平成25年）1月9日 - プレナス離脱後、佐賀県では初となる新店舗（ハークスレイ運営）をオープン。
- 2015年（平成27年）
  - 7月6日 - 株式会社ハークスレイが株式会社ほっかほっか亭総本部を完全子会社化[7]。
  - 10月1日 - 株式会社ほっかほっか亭総本部が株式会社ハークスレイに吸収合併され解散[8]。
- 2021年（令和3年）
  - 5月19日 - ハークスレイがほっかほっか亭事業を営む企業として「株式会社ほっかほっか亭総本部」を設立。ほっかほっか亭総本部の商号が復活した。
  - 10月20日 - ハークスレイからほっかほっか亭事業を吸収分割により譲受。

## 各地区本部
2021年10月以降におけるほっかほっか亭総本部直轄の店舗は、各地区に置かれた事業所の下で運営を行う。
| 運営会社                              | 運営会社                                                              | 地区 |
| ------------------------------------- | --------------------------------------------------------------------- | --- |
| 株式会社ほっかほっか亭総本部 （直轄） | 株式会社ほっかほっか亭総本部 （直轄）                                 | 北海道、宮城県、秋田県、福島県 東京都、埼玉県、神奈川県、千葉県、群馬県、茨城県 石川県、富山県、福井県、山梨県、愛知県、岐阜県、三重県 大阪府、兵庫県（淡路島除く）、奈良県、和歌山県 広島県、島根県、鳥取県、岡山県 福岡県、佐賀県、熊本県、鹿児島県 |
| ハークスレイの 持分法適用会社         | 株式会社ほっかほっかフーヅ （ほっかほっか亭四国地区本部）             | 兵庫県（淡路島のみ） 愛媛県、香川県、高知県、徳島県 |
| 加盟会社                              | 株式会社みちのくジャパン （ほっかほっか亭岩手地区本部・青森地区本部） | 岩手県、青森県 |
| 加盟会社                              | 株式会社ほっかほっか亭京滋地区本部                                    | 京都府、滋賀県 |
| 加盟会社                              | 西日本畜産株式会社 （ほっかほっか亭大分地区本部）                     | 大分県 |
| 加盟会社                              | 株式会社ほっかほっか亭宮崎地区本部                                    | 宮崎県 |

### かつてのほっかほっか亭各地区本部
2015年（平成27年）9月30日時点のもの。括弧内はかつて展開していたが同日時点で店舗がなくなっていた地域。ほっかほっか亭京滋地区本部、ほっかほっかフーヅはハークスレイと業務提携。
| 運営会社                             | 運営会社                                                              | 地区 |
| ------------------------------------ | --------------------------------------------------------------------- | --- |
| 株式会社ほっかほっか亭総本部（直轄） | 株式会社ほっかほっか亭総本部（直轄）                                  | 北海道、宮城県、福島県 茨城県、東京都、埼玉県、神奈川県、千葉県、栃木県 （新潟県）、（長野県）、山梨県、（静岡県）             |
| 加盟会社                             | 株式会社みちのくジャパン （ほっかほっか亭岩手地区本部・青森地区本部） | 岩手県、青森県 |
| 加盟会社                             | 株式会社スマートフーズサプライ （ほっかほっか亭秋田地区本部）         | 秋田県 |
| 加盟会社                             | 大洋食品工業株式会社 （ほっかほっか亭群馬地区本部）                   | 群馬県 |
| 加盟会社                             | 株式会社ハークスレイ （ほっかほっか亭関西地域本部）                   | 富山県、石川県、福井県、愛知県、岐阜県、三重県、 大阪府、兵庫県（淡路島除く）、奈良県、和歌山県 広島県、島根県、鳥取県、岡山県 |
| 加盟会社                             | 株式会社ほっかほっか亭京滋地区本部                                    | 京都府、滋賀県 |
| 加盟会社                             | 株式会社ほっかほっかフーヅ （ほっかほっか亭四国地区本部）             | 兵庫県（淡路島のみ） 香川県、愛媛県、高知県、徳島県                                                                            |
| 加盟会社                             | 株式会社ハークスレイ福岡支店 （ほっかほっか亭福岡地区本部）           | （山口県）、福岡県、佐賀県、熊本県                                                                                             |
| 加盟会社                             | 西日本畜産株式会社 （ほっかほっか亭大分地区本部）                     | 大分県 |
| 加盟会社                             | 野崎漬物株式会社 （ほっかほっか亭宮崎地区本部）                       | 宮崎県 |
| 加盟会社                             | 株式会社鹿児島食品サービス （ほっかほっか亭鹿児島地区本部）           | 鹿児島県 |

### 旧プレナス系
2008年（平成20年）5月14日時点のもの。
| 運営会社         | 運営会社                   | 地区                                                                                         |
| ---------------- | -------------------------- | -------------------------------------------------------------------------------------------- |
| 株式会社プレナス | 合併前から直営             | 山口県、福岡県、佐賀県、長崎県 大分県、熊本県、宮崎県、鹿児島県（一部）                      |
| 株式会社プレナス | 旧・株式会社ほっかほっか亭 | 北海道、宮城県、山形県、福島県 東京都、埼玉県、群馬県、栃木県 新潟県、長野県、山梨県、静岡県 |
| 株式会社プレナス | 旧・株式会社ライズ         | 神奈川県、千葉県                                                                             |
| 業務提携         | サンコー株式会社           | 茨城県                                                                                       |
| 業務提携         | 株式会社鹿児島食品サービス | 鹿児島県                                                                                     |
| 業務提携         | 株式会社ブレンズ           | 沖縄県                                                                                       |

## プレナスとの関係
- 2006年（平成18年）12月19日 - 株式会社プレナスが「ほっかほっか亭」の商標権はプレナスにあるとして、株式会社ほっかほっか亭総本部を相手取り、商標権使用料として9519万円の支払いを求め、東京地裁に損害賠償請求訴訟を起こした。この訴訟については、2008年（平成20年）4月25日に、東京地裁が、プレナスに商標権があるが、総本部に無償での商標使用権があることを認め、プレナスの請求を棄却し、総本部の反訴請求を認容する判決をした。
- 2007年（平成19年）
  - 2月6日 - ほっかほっか亭291店（旧プレナス管理店）で消費期限切れの商品を販売していたことが、社内調査により明らかになったと発表した。
  - 10月16日 - プレナスの東京オフィス内で行われているワゴン販売の中止を求めて、ほっかほっか亭総本部が東京地裁に提訴した。
- 2008年（平成20年）
  - 12月16日 - プレナスに対して、フランチャイズ契約のチェーン離脱後の競業を禁ずる条項に反するとして、約100億円の損害賠償請求訴訟を提起[9][10]。
- 2008年（平成20年）7月31日（28800株→38000株）、2009年（平成21年）5月29日（38000株→53000株）と、二度に渡る第三者割当増資が実施され、離脱当時のプレナスの所有株式は44%より低下している。